# Рембаза (Атырауская область)
Ремба́за (каз. Рембаза) — упразднённый аул в Атырауской области Казахстана. Находился в подчинении городской администрации Атырау. Входил в состав Жумыскерской поселковой администрации. Упразднён в 2018 г. Код КАТО — 231047200.

## Население
В 1999 году население аула составляло 1993 человека (964 мужчины и 1029 женщин). По данным переписи 2009 года, в ауле проживало 2625 человек (1273 мужчины и 1352 женщины).